# Escuela de filosofía de Barcelona
La Escuela de filosofía de Barcelona (en catalán Escola de filosofía de Barcelona) es el nombre que se da a un grupo de filósofos catalanes, vinculados a la facultad de filosofía de la Universidad de Barcelona que escriben indistintamente en catalán o en castellano. El nombre apareció por primera vez en el exilio en México en una publicación del filósofo José Gaos: Filosofía mexicana de nuestros días (1954). Gaos la contraponía a la Escuela de Madrid, etiqueta acuñada por Julián Marías y caracterizada por la adhesión a la obra de José Ortega y Gasset, que estaría compuesta por García Morente, Zubiri, María Zambrano y el propio Gaos. Tanto la Escuela de Madrid como la Escuela de Barcelona comparten, sin embargo, el espíritu de la Institución Libre de Enseñanza, que en el caso catalán se concreta en el magisterio de Manuel Bartolomé Cossío.
La expresión «Escuela de Barcelona» se hizo de uso corriente a partir de la recepción de la obra de Eduardo Nicol y especialmente de su artículo La Escuela de Barcelona publicada en El problema de la filosofía hispánica (1961). Nicol presenta la Escuela como «una variedad de doctrinas que prospera en una comunidad de afinidades», en la medida que para él no tiene fecha de fundación precisa, ni un jefe dominante, pero corresponde a una sensibilidad muy concreta de carácter realista y empírico.
Según Eduardo Nicol, la manera de hacer filosofía de la Escuela de Barcelona se caracteriza por los siguientes rasgos: sentido de la realidad e igual oposición a la reducción de la filosofía en mera teoría abstacta o a simple norma de vida, oposición al verbalismo; una cierta inclinación por el sentido común (en un sentido muy amplio de la expresión); desconfianza hacia la mera brillo y sentido de la continuidad histórica.

## La Escuela en la República y en el exilio
La proclamación de la Segunda República Española que significó también la autonomía universitaria fue crucial para la filosofía académica catalana, que ya había tenido un amplio desarrollo extraacadémico con Eugenio D'Ors y otros filósofos que publicaban básicamente en la prensa catalana. Estrictamente hablando, la Escuela de Barcelona tiene un núcleo claro en los cuatro principales filósofos catalanes republicanos exiliados tras la guerra civil: Jaime Serra Hunter (1878-1943), que fue el redactor principal de la Enciclopedia Espasa en temas de filosofía y vicepresidente del Parlamento de Cataluña, Joaquín Ramón Xirau (1895-1946), Eduardo Nicol (1907-1990) y José Ferrater Mora. Los tres primeros habían sido profesores en la universidad barcelonesa en los años republicanos y el cuarto a pesar de desarrollar en América la mayor parte de su carrera se vincula a través de la publicación de su texto Las formas de la vida catalana (1944).
También son miembros de la Escuela de Barcelona en filósofos exiliados Joan Roura-Parella, pedagogo, Luis Ferré, traductor de Heráclito, Domènec Casanovas y el antiguo sacerdote de origen navarro Juan David García Bacca (1901-1991), también antiguo profesor de la Universidad de Barcelona, y autor del primer tratado moderno de lógica publicado en catalán. 
Se ha escrito que: «Para Serra Hunter como también para Xirau, la filosofía es vocación, sacerdocio, fidelidad a la tradición y a la incesante modernidad (...) filosofía y literatura, metafísca y poesía, son materias complementarias de un único saber». De hecho, aplican una fenomenología de modelo Husserl e intentan vincular a un positivismo ya un culturalismo novecentista. 
La Escuela de Barcelona tuvo, además, una singular vocación pedagógica, que se concretó en una abundante investigación sobre didáctica y filosofía de la educación. En palabras de Xirau: «Educar es, en esencia amar. Sólo es posible llevar las personas a la plenitud de su ser y de su valor si nos colocamos ante ellas y las consideramos con intelecto de amor».

## La Escuela en la postguerra civil
En el interior de Cataluña, durante la posguerra la Escuela de Barcelona fue representada por los miembros del Club Xirau que no se habían exiliado, es decir, los estudiantes que Joaquín Xirau Palau había tenido en Barcelona y que decidieron permanecer en el país tras la contienda bélica, haciendo filosofía a menudo en situación de gran precariedad. Pertenecen a este núcleo Pep Calsamiglia, Jordi Maragall, padre del futuro presidente de la Generalidad de Cataluña, Pasqual Maragall, y Francesc Gomà y a través de ellos se puede considerar vinculada a la Escuela de Barcelona la tarea colectiva, ya en el período democrático, del Col·legi de Filosofia, con Eugenio Trías y Xavier Rubert de Ventós y del Liceu Maragall. La herencia de Ferrater Mora fue recogida por la Cátedra de la Universidad de Gerona que lleva su nombre y por Josep Maria Terricabras, pero es en la obra de Xavier Rubert de Ventós donde mejor pueden observarse rasgos como la reivindicación de la sensibilidad, la significatividad de la forma, la prudencia ética y la ironía, que caracterizan el talante de esta Escuela. 
El 26 de enero de 1984, Eduardo Nicol y Ramón Xirau, hijo de Joaquim Xirau y profesor en México, fueron nombrados doctores honoris causa por la Universidad Autónoma de Barcelona, en un acto de reconocimiento institucional cargado de simbolismo.